# Anders Oscar A:son Wilson
Anders Oscar Andersson Wilson, även A.O. Wilson, född 24 november 1851 i Uddevalla, död 8 juni 1912 i Bad Nauheim, Tyskland, var en svensk skeppsredare.
Han bedrev läroverksstudier i Vänersborg på 1860-talet och handelsstudier i London fram till 1870. Samma år anställdes han i rederifirman J.W. Wilson i Göteborg. Efter ett tag blev han chef för linjen till Hull, varefter han avancerade som chef och delägare i firma Wilson & Co. Han grundade även Ångfartygs AB St. George (1897) och var även dess verkställande direktör. 
Wilson var även ordförande i Sveriges Redareförening, styrelseledamot i D. Robertsons Mekaniska Verkstads AB, Göteborg-Särö Järnvägs AB, A.O. Anderssons Fabriks AB i Vänersborg. Åren 1907–12 var han ledamot i Göteborgs stadsfullmäktige. Han ägde en fastighet på Kungsportsavenyn.

## Familjeförhållanden
Wilson var son till tändsticksfabrikören A.O. Andersson i Vänersborg. Han antog släktnamnet Wilson när han övertog firman Wilson & Co eftersom sterbhusägarna ville att namnet skulle vara knutet till ledningen av affärerna. När A.O. Wilson avled i juni 1912 efterträddes han av sonen Arnold Wilson. 
A.O. Wilson gifte sig 1877 med Olga Davida Robertson, dotter till fabrikören David Robertson. Han gravsattes 15 juni 1912 på Östra kyrkogården i Göteborg.